# Buckingham (Virginia)
Buckingham (im Census Buckingham Courthouse) ist ein US-amerikanischer Census-designated place im Buckingham County und Verwaltungssitz desselben im Bundesstaat Virginia. Das U.S. Census Bureau hat bei der Volkszählung 2020 eine Einwohnerzahl von 129 ermittelt.

## Geographie
Buckingham liegt zentral im Buckingham County.

## Geschichte
Die Stadt wurde 1818 als Maysville gegründet, bevor sie in den Namen des Countys umbenannt wurde. Das zweite Gerichtsgebäude wurde zwischen 1822 und 1824 errichtet. Dieses wurde von Thomas Jefferson entworfen und brannte 1869 ab. Das heutige Gerichtsgebäude wurde 1873 an derselben Stelle errichtet.

## Persönlichkeiten

### Söhne und Töchter
- Archibald Austin (1772–1837), Abgeordneter (Dem-Rep) für Virginia im Repräsentantenhaus
- Thomas Stanley Bocock (1815–1891), Abgeordneter (Dem) der USA und CSA, Speaker des Confederate House of Representatives
- Eugene Allen (1919–2010), Butler des Weißen Hauses